# Tout ou rien (cahier I : L'Écriture)
Pour les articles homonymes, voir Tout ou rien (homonymie).
Tout ou rien (cahier I : L'Écriture) est un essai de Varlam Chalamov qui révèle la genèse de ses Récits de la Kolyma, expose ses conceptions de la prose et de la poésie et sa méthode pratique de travail. L'essai est suivi de dix-sept poèmes présentés en version originale russe et traduits en français ainsi que d'une nouvelle intitulée Les Trois Morts du docteur Austino.
D'emblée, Chalamov se démarque de l'appellation de chantre du Grand Nord que lui donne la presse et qui attribue à son séjour durant vingt ans à la Kolyma et au Vichlag dans l'Oural sa perception poétique aigüe. Il rappelle qu'il écrit des vers depuis l'enfance et que le Grand Nord a anéanti tous ses rêves et a défiguré ses ambitions poétiques. Il n'a pas fait publier les vers de son enfance, explique-t-il, parce qu'il considérait qu'il n'était pas opportun de le faire.
Après Hiroshima, après Auschwitz, après la Kolyma nul n'est plus en droit d'enseigner quoi que ce soit à qui que ce soit en littérature estime Chalamov. Le temps n'est plus aux descriptions et à la prose imaginaire du roman. La prose du futur est la prose vécue en document. Cette conception de Chalamov lui valut de voir cesser sa correspondance avec Gueorgui Demidov après deux années d'échange de 1965 à 1967. Il conseillait à Demidov, son confrère d'écriture et de camp, de couper tout ce qui est de l'ordre de la fictionnalisation, de la littérarisation. Demidov considèrait, quant à lui, n'avoir de leçon à recevoir de personne.
Le titre choisi Tout ou rien est une des lois en matière de vers, une maxime, une astuce du vieux poète à destination des jeunes écrivains et qui dit ceci : les vers ne sont jamais « meilleurs » ou « moins bons ». Ils sont ou ne sont pas.
Les textes de l'essai sont datés des années 1950, 1960 à 1970 c'est-à-dire qu'ils sont achevés après son séjour comme zek à la Kolyma.

## De la prose
La littérature de mémoires doit permettre au lecteur de ne se laisser convaincre que par le document. Elle lui permet de ne plus se sentir floué comme dans le roman. L'abondance des récits de voyages, des journaux de bord, des souvenirs, témoignent de l'engouement de cette nouvelle prose.
Mais cette prose n'est pas que document. Les récits de la Kolyma montrent par exemple ce qu'il y a de nouveau dans le comportement d'un homme réduit à l'animal, en dépit de l'énorme littérature existant déjà sur les prisons et les bagnes. Chalamov espère que nul ne mettra en doute la vérité des trente-trois récits de la Kolyma qui campent des individus dans des situations aux frontières du transhumain. Il possède sur ce sujet un tel stock de matière inédite qu'il ne redoute aucune imitation.
Quant à Soljenitsyne, dont l'œuvre est proche en matière de prose sur les camps, Chalamov considère qu'il a investi dans la prose toutes ses qualités artistiques de rythme et de musicalité, mais il n'est pas un poète. « Sa prose est une manière de vers, par les rimes, les allitérations, les répétitions ».
À propos du style, il est fondamental pour Chalamov, de conserver le premier jet d'un récit. Plutôt que de le corriger, ce qu'il considère comme inadmissible, il vaut mieux attendre un nouvel élan et réécrire d'un jet le récit entier. À la moindre retouche, la force de la première version est entamée. Ses récits les plus réussis sont écrits directement au propre, tout au plus recopié une fois dans un cahier ligné de style écolier.
Depuis son enfance, Chalamov réfléchit à la manière d'écrire un récit. Une des lois fondamentales de son récit est le laconisme. Le cerveau est doué, selon une image de l'écrivain, d'un appareil de sélection et de contrôle qui repousse les grumes inutiles flottant à l'entrée de la scierie. Une autre de ses comparaisons est: « la phrase doit être envoyée comme une gifle ». Comme tous les nouvellistes, il accorde une importance particulière à la première et à la dernière phrase du récit

## De la poésie
Il n'était évidemment pas possible d'écrire des vers au camp lui-même. Pendant dix ans, dans les mines d'or de la Kolyma, tout ce qui concernait les vers avait été éradiqué de son esprit. « Mes doigts gelés qui suppuraient n'étaient guère aptes à le tenir (un livre) ni à feuilleter, ces doigts crochus ne connaissaient que le manche de la pelle ou du pic et n'étaient plus faits pour tourner les pages ».
En 1943 pourtant, dès qu'il eut un petit répit comme assistant médical (au lieu d'être à l'extraction dans la mine ou à la coupe dans les bois), il chercha à consigner sous forme versifiée.
La poésie de la nature n'existe pas, selon Chalamov. Mais le sentiment de la nature existe et, sans lui, il n'y a pas de poésie lyrique. Le sentiment de la nature c'est la faculté de discerner dans la nature ce que celle-ci a d'humain. Le poète ne peint pas non plus d'après la nature comme le peintre. Le paysage est noté de mémoire par l'écrivain puis recréé de toutes pièces
La poésie jaillit sous la forme d'une structure sonore dans le cerveau du poète. La notation ne vient qu'en second lieu. Déterminer la forme du flux sonore est la partie la plus difficile. C'est pour cela que la poésie est intraduisible et que même une certaine prose l'est également.
Chaque poète a sa manière de noter. Pour Chalamov, tout passe par le papier. Tant que les choses ne sont pas écrites, rien ne garantit qu'on s'en souviendra. Il note le vers et la strophe qui lui viennent en tête sur le premier objet qui lui tombe sous la main : boite d'allumettes, morceau de journal. L'important pour lui est que ce soit fait tout de suite. La moindre distraction peut venir briser la poésie.
Il lui est également impossible d'écrire une seconde strophe tant que la première n'est pas terminée. Il est toujours muni d'un crayon sur lui et le soir il recopie au propre les rimes trouvées pendant la journée ou la nuit. Il estime qu'il doit trouver la version juste, unique et définitive d'emblée. Il s'interdit de revenir sur des vers anciens, parce qu'il constate que la première version est toujours, pour lui, la meilleure.

## Poésies
Dix-sept poésies sont présentées en français et en russe. Parmi celle-ci Le Pin nain qui est également un récit en prose dans les Récits de la Kolyma. 
- Le Pin nain [16]

« Il n'a pas neigé pourtant, étrange
Que flairant déjà l'hiver
Le pin nain ploie vers la terre
Semant l'émoi dans les esprits »
- Sans titre [17]

« Pourquoi me tourmenter, m'affoler ?
Comment oses-tu,
À demi nue,
Rire aux éclats sous la lune ?
Comme la vérité, toute nue
Tu me figes le sang.
Tout mouvement m'est tourment
Et tourment m'est amour... »
« Стланик
Ведб снег-то не выпал. И, странно
Волнуя людские умы,
К земле пригибается стланик,
Почувствовав запах зимы. »
« Чем ты мучишь ? Чем пугаешь ?
Как ты смеешь предо мной
Хохотать,почти нагая,
Озаренная луной ?
Ты как правда- в обнаженье
Останавливаешь кровь.
Мне мучительны движенья
И мучительна любовь... »

## Les trois morts du docteur Austino
Il s'agit d'une nouvelle qui termine l'ouvrage intitulé Tout ou rien.